# 2012年夏季奧林匹克運動會義大利代表團
2012年夏季奧林匹克運動會義大利代表團是義大利所派出的2012年夏季奧林匹克運動會代表團，該國共有284名選手參加本屆比賽。